# Некоторые парни не уходят
«Некото́рые па́рни не ухо́дят» (англ. Some Boys Don't Leave) — американский короткометражный фильм режиссёра Мэгги Кайли с участием Джесси Айзенберга и Элоизы Мамфорд. Премьера в США состоялась на Международном фестивале во Флориде 10 апреля 2010 года.

## Сюжет
Девушка решила расстаться с парнем, но он всё ещё любит её и не хочет выезжать из их общей квартиры. Она продолжает жить обычной жизнью — ходит на работу, приводит домой парней, не обращая на своего бывшего бойфренда, живущего рядом с ней, никакого внимания.

## В ролях
| Актёр            | Роль            |
| ---------------- | --------------- |
| Джесси Айзенберг | парень          |
| Элоиза Мамфорд   | девушка         |
| Дженнифер Рау    | подруга девушки |
| Кит Стоун        | парень из клуба |

## Награды
- 2010 — Номинация за «Лучший короткометражный фильм» на Международном кинофестивале в Чикаго
- 2010 — Награда «Лучшему новому студенту-режиссёру» на Международном кинофестивале в Палм-Спрингс
- 2010 — Награда за «Лучший короткометражный фильм» (2-е место) на Международном кинофестивале в Род-Айленде
- 2010 — Награда «Лучшему студенту-режиссёру» на Кинофестивале Трайбека[2][3]
- 2010 — Награда за «Лучший короткометражный фильм студента» (2-е место) на Кинофестивале Вудсток